# Ogastemma pusillum
Ogastemma pusillum là loài thực vật có hoa trong họ Mồ hôi. Loài này được (Coss. & Durieu ex Bonnet & Barratte) Brummitt mô tả khoa học đầu tiên năm 1982.